# MOS Technology
Pour les articles homonymes, voir CSG.
MOS Technology, également connue sous le nom de Commodore Semiconductor Group ou CSG, est une société américaine d'électronique fondée en 1969. Elle est particulièrement connue pour avoir conçu la gamme des microprocesseurs MOS Technology 6502 qui équipa notamment les micro-ordinateurs Commodore 64, ainsi que les jeux de puces du Commodore Amiga. Elle sera liquidée en 2001.

## Historique

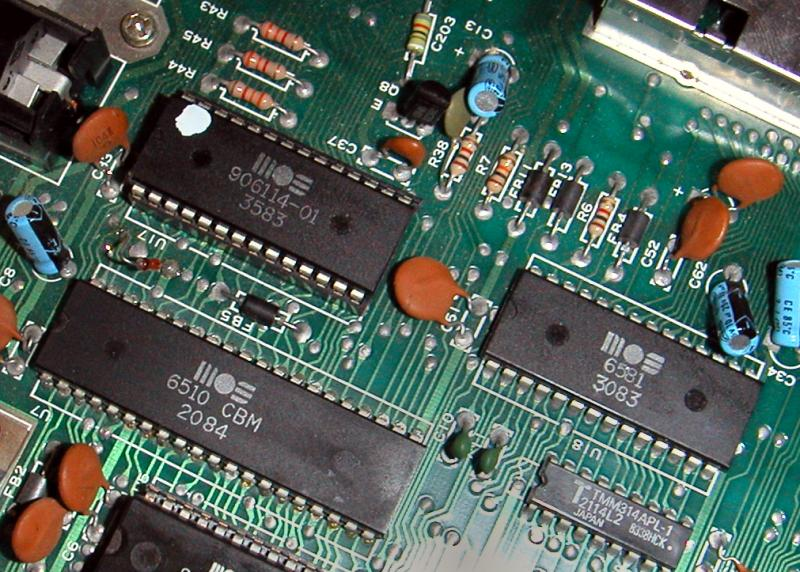
Quelques chipset de MOS Technology sur une carte mère de Commodore 64..

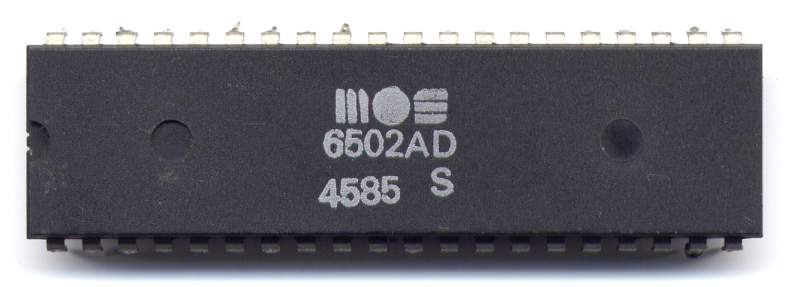
Un microprocesseur MOS Technology : le 6502.

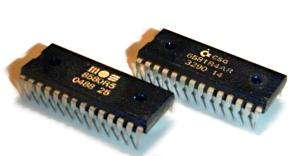
MOS Technology SID : à droite un 6581 de MOS Technology, alors connu sous le nom de « Commodore Semiconductor Group » (CSG) et à gauche, un 8580 de MOS Technology.

À l'origine, la société MOS Technology a été créée dans le but d'être une seconde source d'approvisionnement pour la société Texas Instruments en composants destinés à la fabrication de ses calculatrices. Elle a également contribué à la fabrication de composants pour le jeu vidéo Pong d'Atari. Lorsque le marché des calculatrices électroniques explose durant les années 1970, MOS Technology dépend principalement de Commodore International qui achète pratiquement toute sa production pour fabriquer des calculatrices bon marché.
En 1975 la société accueille de nombreux ingénieurs issus de l'équipe de développement de la société Motorola qui ont conçu le MC 6800. La nouvelle équipe de développement de MOS Technology, dirigée par Chuck Peddle, travaille alors sur la réalisation d'un nouveau processeur le 6502 qui, de conception similaire au 6800, sera d'un design simplifié, ce qui lui permettra aussi d'être quatre fois plus rapide.
MOS Technology améliore aussi ses chaînes de fabrication, ce qui lui permet de réduire les coûts de fabrication. Elle met au point une stratégie de fabrication inédite basée sur des masques de fabrication qui permet d'améliorer la fiabilité des composants fabriqués de l'ordre de 70 %. Dès la sortie de la première génération de processeur, le 6501, Motorola engage des poursuites judiciaires contre MOS Technology. Bien que ce processeur n'était pas compatible avec le 6800, celui-ci était similaire physiquement car le composant est de même taille et possède les mêmes connecteurs. La justice condamne MOS à faire cesser la fabrication du processeur et à verser une indemnité de 200 000 dollars.
En septembre 1975, MOS Technology met sur le marché son processeur 6502 à 1 MHz au prix surprenant pour l'époque de 25 dollars. Grâce à sa vitesse il devance le 6800 mais également les autres processeurs vedettes, l'Intel 8080 et le Zilog Z80. Malgré sa non-compatibilité matérielle avec le hardware du 6800, il surpasse rapidement en popularité l'ensemble des processeurs sur le marché grâce à sa supériorité technique et son coût moindre. De nombreuses société achètent les droits d'utiliser la technique MOS dont Rockwell international, GTE, Synertek et Western Design Center. Apple s'approvisionne auprès de ces sources pour équiper son micro-ordinateur l'Apple II à partir de 1977.
MOS fabrique dans la même lignée les séries 6503 à 6507 de coût encore moindre. Le 6507 équipa la fameuse console de jeux vidéo Atari 2600 et les lecteurs de disquettes Atari. L'évolution ultime, le 6510, doté de ports I/O additionnels, servira de base à la conception du Commodore 64.
Malgré le succès du 6502 et ses avatars, la société MOS Technology est en difficulté. Au moment de la sortie du 6502 le marché des calculatrices électroniques s'effondre et la seule ressource économique de MOS disparaît du jour au lendemain, ce qui entraîne rapidement la société à connaître des difficultés financières insurmontables. La survie de l'entreprise tient à Commodore International qui fait une offre de rachat de la société et met Chuck Peddle à la tête de l'ingénierie de Commodore. Bien que la société devienne alors le fabricant exclusif de Commodore, elle garde son nom quelque temps avant d'être nommée « Commodore Semiconductor Group » (CSG). Malgré ce changement de nom, CSG continue à estampiller ses processeurs et coprocesseurs sous le logo de MOS jusqu'en 1989.
MOS a également conçu une ébauche d'ordinateur appelé KIM-1 afin de montrer les performances de son processeur 6502. Celui-ci devient populaire car il permet aux hobbyistes de monter leurs ordinateurs eux-mêmes à base de 6502 pour seulement 500 dollars. Lorsque MOS est rattaché à Commodore, Chuck Peddle parvient à convaincre le directeur de Commodore, Jack Tramiel, que l'avenir du groupe était dans la micro-informatique. Ils redessinent alors le KIM-1 et le dotent d'un écran et d'un clavier. Le KIM-1 devient alors le premier ordinateur de Commodore et est baptisé Commodore PET.
Lors de la faillite de Commodore International, CSG est racheté par ses fondateurs initiaux pour 4,3 millions de dollars. En 1995, la compagnie est renommée « GMT Microelectronics » (Great Mixed-signal Technologies) et rouvre leur usine de Norristown en Pennsylvanie que Commodore avait fermée en 1992. L'usine est cependant placée depuis 1989 dans la liste des sites à réhabiliter par l'Environmental Protection Agency (EPA). En 2001, GMT Microelectronics annonce un résultat de 21 millions de dollars pour 183 salariés. Malgré cela, en 2001, l'EPA ferme l'usine. GMT Microelectronics cesse ses activités et est liquidée.

## Produits
- KIM-1 – carte mère d'ordinateur (kit), carte d'évaluation du processeur 6502
- MOS Technology 4510 – CPU (CSG 65CE02) avec deux CIAs on-chip ; 3,45 MHz
- MOS Technology 6501 – CPU compatible avec le brochage du Motorola 6800
- MOS Technology 6502 – CPU équivalent du 6501 sauf le brochage différent du 6800
- MOS Technology 6507 – CPU avec 13 broches d'adressage
- MOS Technology 6508 – CPU avec 256 B RAM et 8 ports I/O
- MOS Technology 6509 – CPU avec 20 broches d'adressage
- MOS Technology 6510 – CPU avec horloge et ports I/O (Commodore 64)
- MOS Technology 6520 – PIA Peripheral Interface Adapter
- MOS Technology 6522 – VIA Versatile Interface Adapter
- MOS Technology TPI – TPI Tri-Port Interface, également connu sous 6523/6525
- MOS Technology CIA – CIA Complex Interface Adapter, également connu sous 6526/8520/8521
- MOS Technology 6529 – SPIA Single Port Interface Adapter
- MOS Technology 6530 – RRIOT ROM-RAM-I/O Timer
- MOS Technology 6532 – RIOT RAM-I/O Timer
- MOS Technology 6545 – CRTC CRT Controller
- MOS Technology 6551 – ACIA Asynchronous Communications Interface Adapter
- MOS Technology VIC – VIC Video Interface Chip, également connu sous 6560 (NTSC) et 6561 (PAL)
- MOS Technology VIC-II - également connu comme 6567/8562/8564 (NTSC) et 6569/8565/8566 (PAL)
- MOS Technology SID – SID Sound Interface Device, également connu sous 6581/6582/8580
- MOS Technology TED – TED Text Editing Device, également connu sous 7360/8360 (HMOS-I/II)
- MOS Technology 8364 Paula — Utilisé dans l'Original Amiga chipset et l'Enhanced chipset de l'Amiga
- MOS Technology 8500 – CPU HMOS-II Version of 6510
- MOS Technology 8501 – CPU HMOS-II 6502 avec 7-bit I/O port
- MOS Technology 8502 – CPU compatible avec le 6510 mais capable de tourner à 2 MHz (Commodore 128)
- MOS Technology 8551 – ACIA Asynchronous Communications Interface Adapter, HMOS-II variant of the 6551
- MOS Technology 8563 – VDC Video Display Controller
- MOS Technology 8568 – VDC avec composite HSYNC, VSYNC, et RDY interrupt